# Eat Pray Love
Eat Pray Love is een Amerikaanse dramafilm uit 2010 onder regie van Ryan Murphy. De productie is een verfilming van Elizabeth Gilberts gelijknamige boek uit 2006. De film werd genomineerd voor de Satellite Award voor beste kostuums.

## Verhaal
Elizabeth Gilbert (Julia Roberts) had alles waarvan een moderne vrouw geacht wordt te dromen: een echtgenoot (Billy Crudup), een huis en een carrière in New York. Ze voelt zich echter niet gelukkig en beseft dat het niet het leven leidt wat ze zou willen. Ze voelt zich verloren en vraagt ze zich af wat ze nu echt wil in het leven. Ze vraagt de scheiding aan en wanneer deze achter de rug is besluit ze op reis te gaan om zichzelf en het leven te leren kennen.
Het eerste deel van de reis gaat ze naar Rome om vooral culinair te genieten. Ze huurt een appartement waar de hospita geen mannen toestaat zodat ze zich niet op de liefde hoeft te richten. Het tweede deel van de reis brengt ze door in een ashram in India om zich op meditatie en mindfulness te richten. Hier raakt ze bevriend met Richard die zijn gezin heeft verlaten. Het derde deel van de reis brengt ze door op Bali. Hier vindt ze haar balans en wordt verliefd op de Braziliaanse zakenman Felipe (Javier Bardem).
Wanneer haar gevoelens voor Felipe te sterk worden maakt ze het uit en besluit terug te vliegen naar New York. Ze brengt nog een bezoek aan haar vriend Ketut en komt dan tot een belangrijk inzicht. Ze beseft dat als je moedig genoeg bent om alles los te laten en bereid bent om op zelfonderzoek te gaan en alles, ook je eigen fouten, onder ogen te zien en jezelf en anderen te vergeven dan pas zul je echt bevrijd zijn. Nu staat ze zichzelf toe om echt verliefd te worden op Felipe.

## Rolverdeling
| Acteur          | Personage         | Opmerkingen                               |
| --------------- | ----------------- | ----------------------------------------- |
| Julia Roberts   | Elizabeth Gilbert |                                           |
| Javier Bardem   | Felipe            | zakenman uit Brazilië                     |
| Billy Crudup    | Steven            | Elizabeths (ex-)man                       |
| Viola Davis     | Delia Shiraz      | Elizabeths beste vriendin                 |
| Mike O'Malley   | Andy Shiraz       | Delia's echtgenoot                        |
| James Franco    | David Piccolo     |                                           |
| Sophie Thompson | Corella           | vrouw in ashram                           |
| Christine Hakim | Wayan             | vriendin van Elizabeth op Bali            |
| Hadi Subiyanto  | Ketut Liyer       | spiritueel adviseur van Elizabeth op Bali |
| Tuva Novotny    | Sofi              | vriendin van Elizabeth in Rome            |
| Luca Argentero  | Giovanni          | Elizabeths leraar Italiaans               |
| David Lyons     | Ian               |                                           |